# تشارلز غيليسبي
تشارلز غيليسبي (بالإنجليزية: Charles Gillespie)‏ هو لاعب اتحاد الرغبي نيوزلندي، ولد في 24 يونيو 1883 في ماسترتون ‏ في نيوزيلندا، وتوفي في 22 يناير 1964 في ويلينغتون في نيوزيلندا.